# Alumni Cantabrigienses
Alumni Cantabrigienses: A Biographical List of All Known Students, Graduates and Holders of Office at the University of Cambridge, from the Earliest Times to 1900 è una raccolta delle biografie di tutti gli ex membri dell'Università di Cambridge, redatta dal matematico John Venn e da suo figlio, John Archibald Venn. Pubblicata dalla Cambridge University Press in dieci volumi fra il 1922 ed il 1953, raccoglie la storia di oltre 130.000 persone, con biografie più dettagliate per gli immatricolati dopo il 1751.

## Storia
John Venn, membro e successivamente presidente del Caius College di Cambridge, inizio questa sua grande opera dopo aver completato un lavoro simile per i membri del succitato collegio.
La prima parte dell'Alumni Cantabrigienses, in quattro volumi, tratta gli immatricolati fino al 1751. Nonostante la stampa posticipata a causa della prima guerra mondiale, Venn vide la pubblicazione dei primi due volumi prima della sua morte, avvenuta nel 1923. Fu il figlio dello stesso Venn (già membro del Queens' College e successivamente suo presidente, nonché collaboratore del padre) a continuare la redazione ed a seguire la pubblicazione della parte restante dell'opera. Con il supporto della Cambridge University Press, Venn pubblicò i due rimanenti volumi della prima parte dell'opera ed i sei della seconda.
Oltre ai dettagli sulla carriera accademica dei biografati presso l'Università di Cambridge, nell'Alumni Cantabrigienses sono inclusi anche una serie di altri dettagli, fra i quali: data e luogo di nascita e morte; i nomi dei genitori, dei fratelli e dei coniugi; dettagli sulla formazione, sugli impieghi, fatti notevoli e la citazione delle fonti a supporto di quanto affermato. I Venn raccolsero i dati per la redazione dell'Alumni Cantabrigienses dal registro universitario, da archivi esterni come quelli dei college e quelli ecclesiastici, da raccolte genealogiche e da documenti conservati in archivi pubblici, nonché da altre fonti scritte.
Per le immatricolazioni precedenti il XVI secolo, il lavoro dei Venn è stato sostituito da quello di Alfred Brotherston Emden, ma «il grosso del lavoro [...] non è stato parallelo, ne tantomeno superato».
Alumni Cantabrigienses è stato ristampato due volte. Un progetto dell'Università di Cambridge lo sta integrando con materiale di Emden, registri dei collegi femminili (ai membri del Girton College e del Newnham College non è stata riconosciuta la piena condizione di membri dell'Università di Cambridge fino al 1947) e da altre fonti, pari ad oltre 20.000 schede di integrazioni e rettifiche.

## Volumi
Parte I. Dall'antichitè al 1751.
- Vol. I. Abbas – Cutts, 1922. Versione online presso l'Internet archive.
- Vol. II. Dabbs – Juxton, 1922. Versione online presso l'Internet archive.
- Vol. III. Kaile – Ryves, 1924. Versione online presso l'Internet archive.
- Vol. IV. Saal – Zuinglius, 1927. Versione online presso l'Internet archive.

Parte II. Dal 1752 al 1900.
- Vol. I. Abbey – Challis, 1940. Versione online presso l'Internet archive.
- Vol. II. Chalmers – Fytche, 1944. Versione online presso l'Internet archive.
- Vol. III. Gabb – Justamond, 1947. Versione online presso l'Internet archive.
- Vol. IV. Kahlenberg – Oyler, 1947. Versione online presso l'Internet archive.
- Vol. V. Pace – Sypers, 1953. Versione online presso l'Internet archive.
- Vol. VI. Square – Zupitza, 1954. Versione online presso l'Internet archive.